# 田邉草民
田邉 草民（たなべ そうたん、1990年4月6日 - ）は、東京都杉並区出身の元プロサッカー選手、サッカー指導者。ポジションはミッドフィールダー（MF）。

## 来歴

### プロ入り前
6歳の頃から 遊びでサッカーボールを蹴り始める。生来右利きでありながら左足で行うドリブル はこの頃に体得した。小学生時代に杉九サッカークラブに入団。サッカーの傍ら相撲にも取り組み、小学4年次には両国国技館にて開催された相撲の全国大会にも出場した。中学生時代は東京都内のクラブチーム、ワセダクラブForza'02に入団。同クラブでの1期後輩に野上結貴。中学3年次の2005年、日本クラブユースサッカー選手権 (U-15)大会に出場した 他、U-15日本代表候補 や同年度メニコンカップ出場選手の一人に選ばれた。
2006年、国学院久我山高等学校へ進学し、サッカー部に入部。同部の1年先輩に丸山祐市。1年次に国民体育大会少年男子東京都選抜チームに選出されるも関東大会で敗退。2008年には全国高校総体に出場したが、2回戦で前橋育英高校に1-2で敗退。この時、田邉のプレーをFC東京スタッフが偶然見ていた事がきっかけで、同クラブの練習に参加する機会を得た。田邉自身は高校卒業後は大学に進学し、「サッカーはサークル程度で」と考えていたが、FC東京での練習参加をきっかけにJリーグを意識するようになったとのこと。同年10月23日、2009年度からのFC東京入団内定が発表された。同年12月、第87回全国高等学校サッカー選手権大会に出場。右ウイングとして起用された 3回戦での沖縄県立那覇西高校戦でのハットトリック を含む通算4得点を挙げ、大会優秀選手のひとりに選出された。同大会準々決勝では再び前橋育英高校と対戦したが、田邉は六平光成らに封じられ 不発。0-1で敗れ、ベスト8の成績で終えた。

### FC東京
2009年に入団し、5月20日のヤマザキナビスコカップGL第3節対ジェフユナイテッド千葉戦（フクアリ）でJリーグ公式戦に初出場。翌6月20日、J1第14節対柏戦（日立柏）にて、リーグ戦初出場を果たした。7月29日のヤマザキナビスコカップ準々決勝対名古屋戦出場によって規定時間を超え、A契約を締結。また、同年の2月に、早稲田大学人間科学部の通信教育課程に合格し、サッカー選手のかたわら大学での学業にも取り組んだ。
2010年からはボランチでの起用を試されており、この年出場機会を得たヤマザキナビスコカップやスルガ銀行杯、天皇杯ではいずれもボランチで出場した。10月14日、中手骨骨折により全治4カ月と診断されるも、中盤でリズムを作る選手として 翌月17日の天皇杯第4回戦に先発出場し勝利を収めた。大熊清監督は2011年の指揮を執るにあたり、「狭いところでパスを出せる田邉草民と大竹洋平をホントに鍛え、戦力にしたい」と名指して期待を示した。
2011年J2第14節対京都戦（西京極）で「得意ではない」というヘディング でのゴールを決め、これがプロ入り後公式戦初得点となった。その後も主に左SHのポジションで先発出場を続け、加速的な成長（大熊談）を見せ、U-22日本代表に選出された。
2012年は左SBのポジションでも起用され、J1第7節対鹿島戦（味スタ）にてJ1での初得点を挙げた。

### CEサバデル
2013年5月、若手の攻撃的MFを求めていたリーガ・エスパニョーラ・セグンダ・ディビシオン（スペイン2部）のCEサバデルからの打診に応じ、河野広貴と共に同クラブの練習に参加。翌6月に期限付き移籍が発表された。2013-14シーズン開幕節のマヨルカ戦で公式戦初出場。第3節ラ・コルーニャ戦の大敗を境に一時ポジションを失ったが、年末にかけて戦い方を掴み、向上を実感。左SHなどで再び先発出場を続けるようになり、第21節ウェルバ戦では自身の突破から相手MFアンヘル・モントロの退場を誘発し、さらに試合終盤にヘディングで移籍後初ゴールとなる決勝点を挙げた。
2014-15シーズンも移籍期間を延長してサバデルに在籍。途中交代が多く、出場時間数は微増ながら自己最多となるリーグ戦35試合に出場し、球際で戦う姿勢を向上させた。チームはセグンダBへ降格。

### FC東京復帰
2015年6月に古巣・FC東京に復帰したが、シーズン半ばの加入であったため戦術理解で遅れを取り、同年の出場機会はなし。2016年9月、ルヴァンカップ準々決勝・福岡戦でミドルシュートを決め、日本では4年ぶりの得点を記録した。篠田善之監督に変わってからは梶山陽平とともに、ボランチの一角としてレギュラーに定着した。

### アビスパ福岡
2018年12月29日、アビスパ福岡へ完全移籍。
2023年12月17日、現役引退を発表した。

## エピソード
- FC東京でのチームメートだった羽生直剛によると、チーム一のいじられ役である[44]。2012年にクラブを退団した谷澤達也には、監督からの怒鳴られ役に指名された[45]。
- 肉食よりも魚を好み、「海外の食事は苦手」と語る和食派。高校時代の海外遠征でもインスタントおこわを独自で持参し対処した[46]。

## 所属クラブ
- 000000 - 2002年 杉九SC (杉並区立第九小学校)[1]
- 2003年 - 2005年 ワセダクラブForza'02 (杉並区立東原中学校)[1]
- 2006年 - 2008年 国学院久我山高等学校
- 2009年 - 2018年 FC東京
  - 2013年6月 - 2015年6月 CEサバデル (期限付き移籍)
- 2019年 - 2023年 アビスパ福岡

## 個人成績
| 国内大会個人成績 | 国内大会個人成績 | 国内大会個人成績 | 国内大会個人成績 | 国内大会個人成績 | 国内大会個人成績 | 国内大会個人成績 | 国内大会個人成績 | 国内大会個人成績 | 国内大会個人成績 | 国内大会個人成績 | 国内大会個人成績 |
| 年度             | クラブ           | 背番号           | リーグ           | リーグ戦         | リーグ戦         | リーグ杯         | リーグ杯         | オープン杯       | オープン杯       | 期間通算         | 期間通算         |
| 年度             | クラブ           | 背番号           | リーグ           | 出場             | 得点             | 出場             | 得点             | 出場             | 得点             | 出場             | 得点             |
| 日本             | 日本             | 日本             | 日本             | リーグ戦         | リーグ戦         | リーグ杯         | リーグ杯         | 天皇杯           | 天皇杯           | 期間通算         | 期間通算         |
| ---------------- | ---------------- | ---------------- | ---------------- | ---------------- | ---------------- | ---------------- | ---------------- | ---------------- | ---------------- | ---------------- | ---------------- |
| 2009             | FC東京           | 27               | J1               | 10               | 0                | 6                | 0                | 1                | 0                | 17               | 0                |
| 2010             | FC東京           | 27               | J1               | 0                | 0                | 1                | 0                | 2                | 0                | 3                | 0                |
| 2011             | FC東京           | 27               | J2               | 31               | 5                | -                | -                | 4                | 0                | 35               | 5                |
| 2012             | FC東京           | 27               | J1               | 18               | 3                | 2                | 0                | 1                | 0                | 21               | 3                |
| 2013             | FC東京           | 27               | J1               | 2                | 0                | 3                | 0                | -                | -                | 5                | 0                |
| スペイン         | スペイン         | スペイン         | スペイン         | リーグ戦         | リーグ戦         | 国王杯           | 国王杯           | オープン杯       | オープン杯       | 期間通算         | 期間通算         |
| 2013-14 (en)     | サバデル         | 21               | セグンダ         | 29               | 4                | 1                | 0                | -                | -                | 30               | 4                |
| 2014-15 (en)     | サバデル         | 17               | セグンダ         | 35               | 1                | 2                | 0                | -                | -                | 37               | 1                |
| 日本             | 日本             | 日本             | 日本             | リーグ戦         | リーグ戦         | リーグ杯         | リーグ杯         | 天皇杯           | 天皇杯           | 期間通算         | 期間通算         |
| 2015             | FC東京           | 27               | J1               | 0                | 0                | 0                | 0                | 0                | 0                | 0                | 0                |
| 2016             | FC東京           | 27               | J1               | 24               | 1                | 4                | 1                | 2                | 0                | 30               | 2                |
| 2017             | FC東京           | 27               | J1               | 8                | 1                | 6                | 0                | 1                | 0                | 16               | 1                |
| 2018             | FC東京           | 27               | J1               | 14               | 1                | 2                | 0                | 2                | 0                | 18               | 1                |
| 2019             | 福岡             | 19               | J2               | 34               | 1                | -                | -                | 2                | 0                | 36               | 1                |
| 2020             | 福岡             | 19               | J2               | 20               | 1                | -                | -                | -                | -                | 20               | 1                |
| 2021             | 福岡             | 19               | J1               | 27               | 0                | 3                | 0                | 0                | 0                | 30               | 0                |
| 2022             | 福岡             | 19               | J1               | 22               | 0                | 9                | 0                | 4                | 0                | 35               | 0                |
| 2023             | 福岡             | 19               | J1               | 4                | 0                | 2                | 0                | 0                | 0                | 6                | 0                |
| 通算             | 日本             | 日本             | J1               | 129              | 6                | 38               | 1                | 13               | 0                | 180              | 7                |
| 通算             | 日本             | 日本             | J2               | 85               | 7                | -                | -                | 6                | 0                | 91               | 7                |
| 通算             | スペイン         | スペイン         | セグンダ         | 64               | 5                | 3                | 0                | -                | -                | 67               | 5                |
| 総通算           | 総通算           | 総通算           | 総通算           | 278              | 18               | 41               | 1                | 19               | 0                | 338              | 19               |

| 2016   | F東23  | 27     | J3     | 3  | 2 | 3  | 2 |
| 2018   | F東23  | 27     | J3     | 8  | 0 | 8  | 0 |
| 通算   | 日本   | 日本   | J3     | 11 | 2 | 11 | 2 |
| 総通算 | 総通算 | 総通算 | 総通算 | 11 | 2 | 11 | 2 |

| 国際大会個人成績 | 国際大会個人成績 | 国際大会個人成績 | 国際大会個人成績 | 国際大会個人成績 |
| 年度             | クラブ           | 背番号           | 出場             | 得点             |
| AFC              | AFC              | AFC              | ACL              | ACL              |
| ---------------- | ---------------- | ---------------- | ---------------- | ---------------- |
| 2012             | FC東京           | 27               | 3                | 0                |
| 2016             | FC東京           | 27               | 4                | 0                |
| 通算             | AFC              | AFC              | 7                | 0                |

その他の国際公式戦
- 2010年
  - スルガ銀行チャンピオンシップ 1試合0得点

出場歴
- 2009年5月20日：公式戦初出場 - ナビスコカップ予選リーグ第3節 vsジェフ千葉 (フクダ電子アリーナ)
- 2009年6月20日：Jリーグ初出場 - J1第14節 vs柏レイソル (柏)[2]
- 2011年5月28日：Jリーグ ディビジョン2初得点 - J2第14節 vs京都サンガF.C. (西京極)
- 2012年4月14日：Jリーグ ディビジョン1初得点 - J1第07節 vs鹿島アントラーズ (味の素スタジアム)
- 2013年8月18日：セグンダ・ディビシオン初出場 - 第01節 vsRCDマヨルカ  (Estadi de la Nova Creu Alta) [34]
- 2014年1月15日：セグンダ・ディビシオン初得点 - 第21節 vsレクレアティーボ・ウェルバ (エスタディオ・ヌエボ・コロンビーノ)[37]

## 代表・選抜歴
- 2005年 U-15日本代表候補[13]
- 2006年 東京都選抜 - 国民体育大会サッカー競技
- 2011年 U-22日本代表 - 国際親善試合[29]、ロンドンオリンピックアジア最終予選予備登録

## 指導者
- 2025年5月 - パスチャライズ福岡[47]

## タイトル

### クラブ
FC東京
- Jリーグカップ (2009年)
- スルガ銀行チャンピオンシップ (2010年)
- Jリーグ ディビジョン2 (2011年)
- 天皇杯全日本サッカー選手権大会 (2011年)

アビスパ福岡
- Jリーグカップ（2023年）

### 個人
- クラブユースサッカー選手権 U-15 優秀選手 (2005年)
- 全国高等学校サッカー選手権大会 優秀選手 (2008-09年)